# Eudorellopsis derzhavini
Eudorellopsis derzhavini is een zeekommasoort uit de familie van de Leuconidae. De wetenschappelijke naam van de soort is voor het eerst geldig gepubliceerd in 1952 door Lomakina.